# Peter Marinello
Peter Marinello (Edimburgo, 20 febbraio 1950) è un ex calciatore scozzese, di ruolo attaccante.

## Biografia
Sebbene fosse un uomo ricco e benestante, nel 1994, a causa di un fallimento imprenditoriale, fu costretto a dichiarare bancarotta.
Nel 2007 pubblica la propria autobiografia, intitolata Fallen Idle.
Attualmente è residente a Bournemouth.

## Carriera

### Club
Inizia la propria carriera calcistica con indosso la maglia dell'Hibernian, dove era soprannominato "l'erede di George Best". Dopo una stagione e mezza viene ceduto all'Arsenal per una somma di 100.000 sterline. Sigla il proprio debutto con i londinesi il 10 gennaio 1970, segnando l'unica rete della propria squadra nella sconfitta contro il Manchester Utd. Con la maglia dei Gunners, in circa tre stagioni e mezza, ottiene 51 presenze e 5 reti.
Nel luglio del 1973 viene ceduto al Portsmouth, con cui in due anni colleziona 95 presenze e 7 marcature in campionato. Nel 1975 fa ritorno in Scozia firmando un contratto per il Motherwell, con cui rimane per tre anni prima di approdare in prestito al Canberra City. Negli anni successivi veste le casacche di Fulham, Phoenix Inferno, Hearts e Partick Thistle, con cui conclude la propria carriera calcistica.

### Nazionale
Ha giocato nella nazionale scozzese Under-21.

## Palmarès

### Club

#### Competizioni nazionali
- Campionato inglese: 1

Arsenal: 1970-1971
- Coppa d'Inghilterra: 1

Arsenal: 1970-1971